# 高技術配置

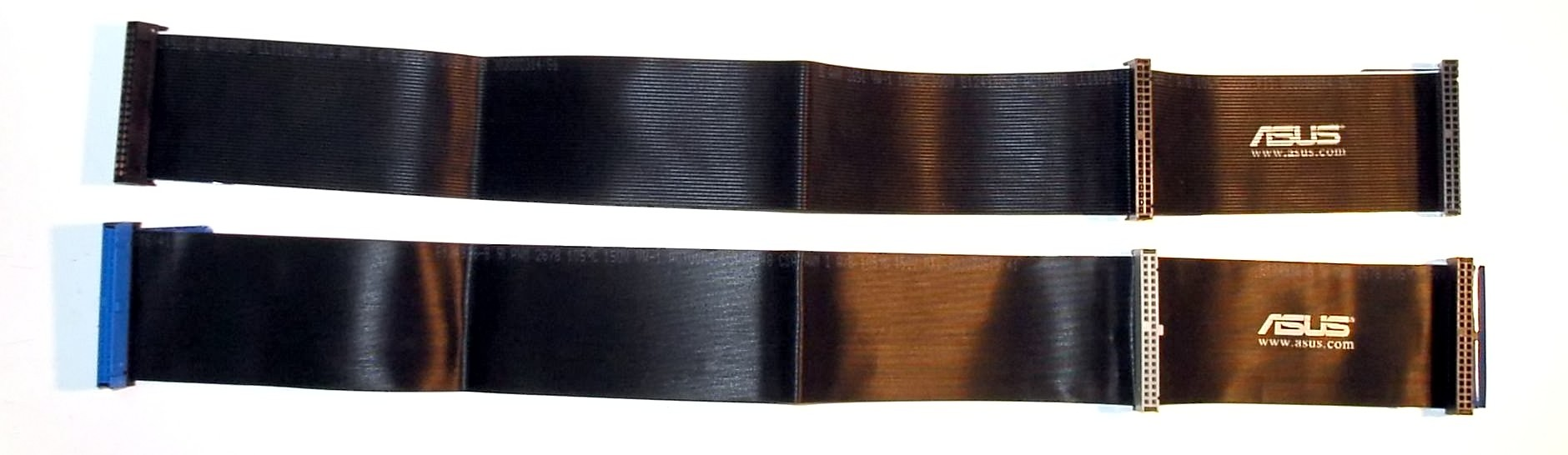
上：舊型的ATA排線（40條線）
下：新型的ATA排線（80條線）

先進技術附件（英語：Advanced Technology Attachment，简称）是用於連接存儲設備的接口標準，与由集成驱动电子设备（英語：Integrated Drive Electronics，簡稱）技术实现的磁盘驱动器关系最密切。
IDE是一种计算机系统接口，主要用于硬盘和CD-ROM，本意為「把控制器與盤體集成在一起的硬碟」。數年以前PC主機使用的硬碟，大多數都是IDE相容的，只需用一根電纜將它們與主板或介面卡連起來就可以了，而目前主要介面為SATA介面。而在SATA技術日益發展下，支援ATA的主機板已不再出現，而且Intel在新型的晶片組中已經不預設支持ATA接口，主機版廠商需要另加晶片去對ATA作出支持（通常是為了兼容舊有硬碟和光碟機）。
SATA（Serial ATA）於2002年推出後，原有的ATA改名為PATA（并行高技术配置，Parallel ATA）。 2013年12月29日，威騰電子正式停止PATA硬碟供應，而希捷科技則已停售產多年，這意味着1986年設計的PATA介面在經歷27年后正式退出历史舞台。

## 簡介
一般说来，ATA是一个控制器技术，而IDE是一个匹配它的磁盘驱动器技术，但是两个术语经常可以互用。ATA是一个花费低而性能适中的接口，主要是针对桌上型電腦而设计的，销售的大多数ATA控制器和IDE磁盘都是更高版本的，称为ATA - 2和ATA - 3，与之匹配的磁盘驱动器称为增强的IDE。
把盤體與控制器集成在一起的做法，減少了硬碟介面的電纜數目與長度，資料傳輸的可靠性得到了增強，硬碟製造起來變得更容易，因為廠商不需要再擔心自己的硬碟是否與其他廠商生產的控制器相容，對用戶而言，硬碟安裝起來也更為方便。
ATA是用傳統的40-pin並列數據線連接主機板與硬碟的，外部介面速度最大為133MB/s，因為並列線的抗干擾性太差，且排線佔空間，不利電腦散熱，而逐漸被SATA所取代。ATA或SATA主机控制器芯片差不多集成到每一个生产的系统板，提供连接最少4個设备的能力。ATA或SATA控制器已经变得非常廉价和常见，致使购买一块没有ATA或SATA接口的PC主板是很难的。

## 分類
IDE（ATA）介面發展至今，可以細分為ATA-1（IDE）、ATA-2（EIDE Enhanced IDE/Fast ATA）、ATA-3（FastATA-2）、Ultra ATA、Ultra ATA/33、Ultra ATA/66、Ultra ATA/100及Serial ATA。
| 模式      | 代號 | 別稱          | 速度(MB/s) | 定義            |
| --------- | ---- | ------------- | ---------- | --------------- |
| Ultra DMA | 0    |               | 16.7       | ATA-4           |
| Ultra DMA | 1    |               | 25.0       | ATA-4           |
| Ultra DMA | 2    | Ultra ATA/33  | 33.3       | ATA-4           |
| Ultra DMA | 3    |               | 44.4       | ATA-5           |
| Ultra DMA | 4    | Ultra ATA/66  | 66.7       | ATA-5           |
| Ultra DMA | 5    | Ultra ATA/100 | 100        | ATA-6           |
| Ultra DMA | 6    | Ultra ATA/133 | 133        | ATA-7           |
| Ultra DMA | 7    | Ultra ATA/167 | 167        | CompactFlash6.0 |

## 特點

### 優點
- 價格低廉
- 相容性非常好（IDE的排線採回溯相容模式，新規格的排線可相容於舊規格的裝置，但若反過來舊規格的排線則因雜訊比過大的問題而無法相容於新規格的裝置）

### 缺點
- 速度慢（尤其是早期的ATA硬碟）。
- 沒有USB-IDE的轉換線下，只能內置使用。
- 對介面電纜的長度有很嚴格的限制，且IDE的排線大多採用並聯的方式，故易受PC內的其他線路所散發出的雜訊所干擾（例如電源線、或CD-ROM的音源線、或其它IDE裝置的排線）。

## 外部連結
- Overview and History of the IDE/ATA Interface （页面存档备份，存于）, circa 2000
- ATA/ATAPI history
- Enhanced IDE/Fast-ATA/ATA-2 FAQ （页面存档备份，存于）
- ATA/ATAPI FAQ
- Connecting IDE Hard Drives （页面存档备份，存于） from mikeshardware.com （页面存档备份，存于）

com/support/kb/disc/faq/ata_cable_select.html Seagate support using Cable Select]
- PC Guide - Configuration Using Cable Select （页面存档备份，存于）
- Unixwiz - Using IDE Cable Select （页面存档备份，存于）
- U.S. Patent 6523071 discusses detailed use of pin 34 by host to distinguish 40 and 80 conductor cables
- Draft copy of ATA-ATAPI-5 standard, revision 3 dated 29 February 2000